# リチャード・トンプソン (海軍長官)

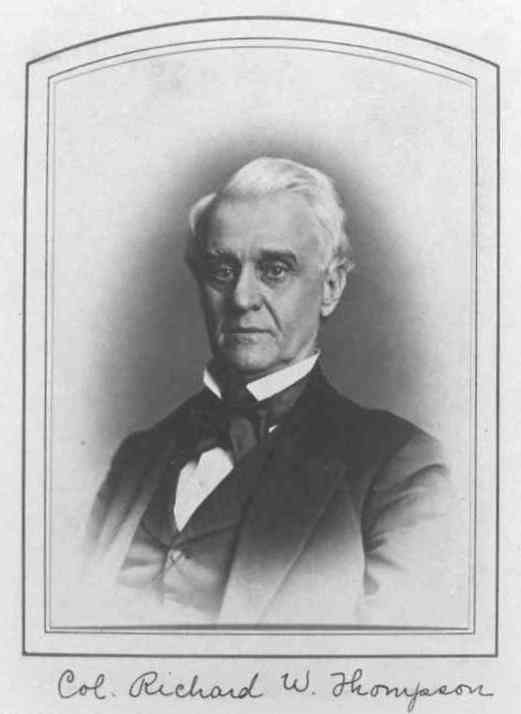
リチャード・トンプソン

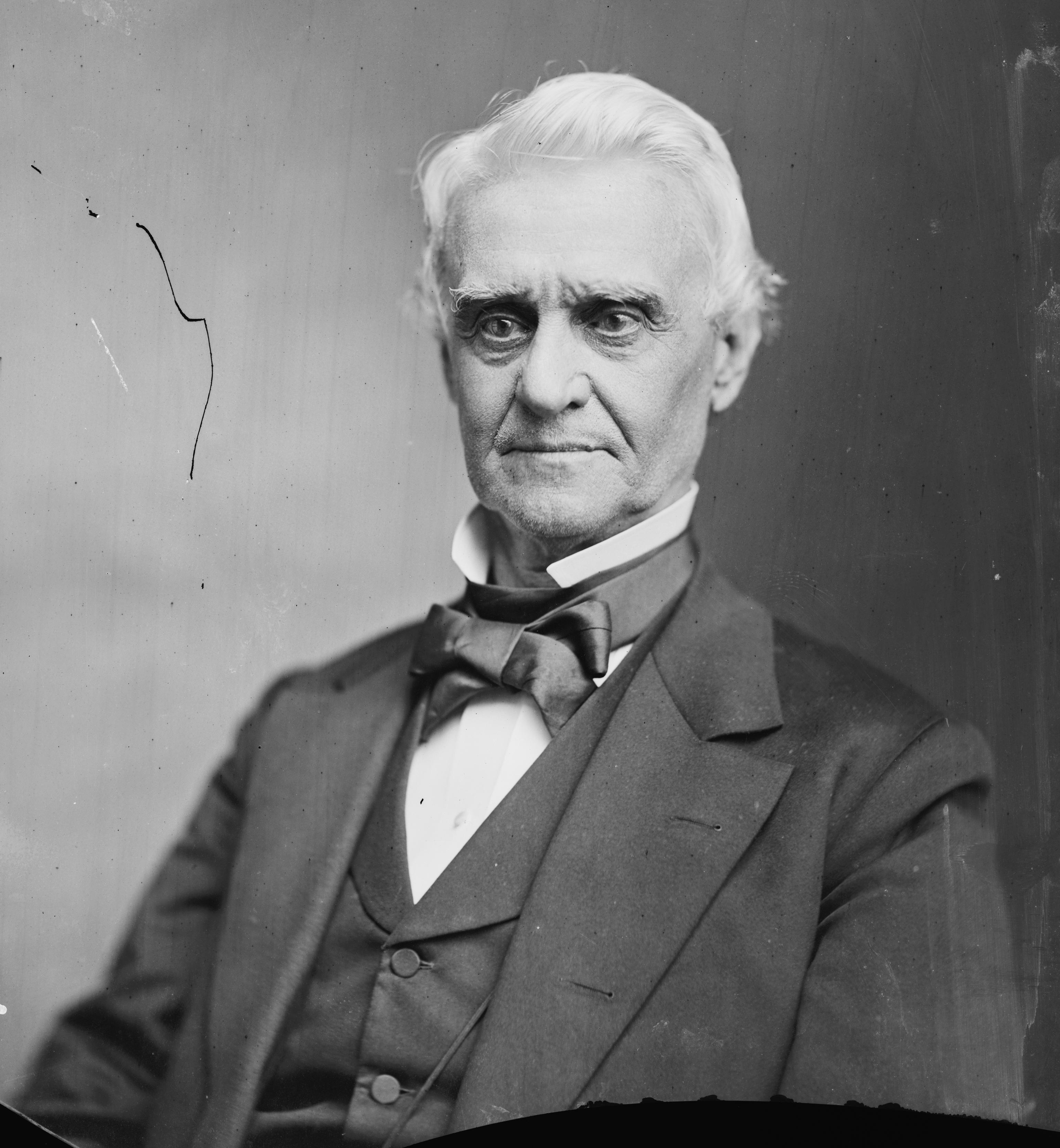
リチャード・トンプソン

リチャード・ウィギントン・トンプソン（Richard Wigginton Thompson, 1809年6月8日 - 1900年2月9日）は、アメリカ合衆国の政治家。1877年から1880年までラザフォード・ヘイズ大統領の下で第27代アメリカ合衆国海軍長官を務めた。

## 生涯
1809年、トンプソンはバージニア州カルペパー郡で生まれた。トンプソンは古典を学んだ後、1831年にケンタッキー州ルイビルへと移り、商店を開業した。だが同年、トンプソンは同州ローレンス郡へと移り住み、教員となった。トンプソンは小学校で教職を務める傍ら、夜間には法律の勉強をした。そして1834年、トンプソンは弁護士として認可を受け、インディアナ州ベドフォードで弁護士業を開業した。
トンプソンは1834年から1836年までインディアナ州下院議員を、1836年から1838年までインディアナ州上院議員を、それぞれ2期ずつ務めた。州上院議員時代には上院仮議長を務め、一時は州副知事代行も務めた。
トンプソンは1840年アメリカ合衆国大統領選挙においてホイッグ党の候補ウィリアム・ハリソンを熱烈に支持した。トンプソン自身も同年の合衆国下院議員選挙においてホイッグ党の公認を受け、当選を果たした。
だが1842年、トンプソンはホイッグ党の公認指名を受けられず、1843年の任期満了後、インディアナ州テレホートへと居を移した。1846年、トンプソンはテレホート市検察官を務め、また同年に合衆国下院議員選挙でホイッグ党の公認を受けた。そして下院議員選挙に勝利したトンプソンは1849年の任期満了まで下院議員を務めた。トンプソンは合衆国議会においてアメリカ合衆国下院選挙委員会の委員長を務めた。
1849年、下院議員の任期を満了したトンプソンは再選の要請を断り、インディアナ州でへと戻った。南北戦争が開戦するとトンプソンは警務隊長となり、1861年から1865年まで同職を務めた。また同時期にエイブラハム・リンカーン大統領から内国税の徴税官に指名され、インディアナ州第7管区で徴税活動に当たった。
南北戦争後、トンプソンはインディアナ州第18巡回裁判所の陪席裁判官となり、1867年から1869年まで同職を務めた。また1868年と1876年に共和党全国大会のインディアナ州代表に選出された。
1877年、トンプソンは大統領に就任したラザフォード・ヘイズから海軍長官に指名された。トンプソンは1880年12月に海軍長官を辞職した。
1881年、トンプソンはパナマ運河会社のアメリカ委員会委員長を務めた。また1881年から1888年までパナマ運河鉄道の取締役を務めた。
1900年、トンプソンはテレホートで死去した。トンプソンの遺体は同市内のハイランド・ローン墓地に埋葬された。
トンプソンの死後、その功績を称えて、アメリカ海軍の駆逐艦 USS Thompson (DD-305) にその名がつけられた。

## 家族
- 父親: ウィリアム・ミルズ・トンプソン (William Mills Thompson, 1775-1837)
- 母親: キャサリン・ウィギントン・ブローダス (Catherine Wigginton Broaddus, 1790-1819)

- 妻: ハリエット・イライザ・ガーディナー (Harriett Eliza Gardiner, 1811-1888)
  - 結婚: 1836年5月5日、オハイオ州コロンバスにて

- 子供:
  - メアリー・ガーディナー・トンプソン (Mary Gardiner Thompson, 1837-1910)
  - ジェイムズ・ウィリアム・トンプソン (James William Thompson, 1839-1840)
  - フレデリック・シラー・トンプソン (Frederick Schiller Thompson, 1841-1914)
  - リチャード・ウィギントン・トンプソン (Richard Wigginton Thompson, 1842-1918)
  - キャサリン・ブローダス・トンプソン (Katherine Broaddus Thompson, 1845-1850)
  - チャールズ・デューイ・トンプソン (Charles Dewey Thompson, 1847-1883)
  - ハリー・ガーディナー・トンプソン (Harry Gardiner Thompson, 1852-1916)
  - ヴァージニア・トンプソン (Virginia Thompson, 1854-1935)